# Carcharhinus tilstoni
Carcharhinus tilstoni (Whitley, 1950) è una specie di squalo del genere Carcharhinus e della famiglia Carcharhinidae.
Insieme al Carcharhinus sorrah, è una delle specie di squalo più spesso catturate da tramagli nella zona settentrionale dell'Australia. Segni neri sulla punta di entrambe le pinne dorsali, del lobo inferiore della caudale e delle pettorali lo distinguono da altri squali simili che abitano i Tropici. Anche se è spesso confuso con il Carcharhinus limbatus (che vive in tutto il mondo), C. tilstoni è endemico dell'Australia, in particolare formando un unico raggruppamento nella parte settentrionale dell'isola. L'importanza commerciale di questo squalo è elevata all'interno del NAGSF (Northern Australian Gillnet Shark Fishery). La specie non è considerata pericolosa per l'uomo.

## Tassonomia
C. tilstoni è stato distinto come specie separata nel 1950 da Whitley. Precedentemente, veniva descritto come Carcharhinus limbatus. Il fondamento scientifico per la divisione delle due specie è dato da analisi del sistema enzimale, del conteggio delle vertebre, di dati sulle dimensioni e sulla forma delle pinne pelviche. Sul campo, distinguere le due specie è ancora molto difficile.
Un'altra specie spesso confusa con questa è il Carcharhinus sorrah, che ha simili segni sulle pinne, ma presenta cresta interdorsale. Inoltre, si conosce un unico gruppo di C. tilstoni nell'Australia settentrionale. Spesso i due sono stati studiati insieme, per le molte similarità, perché abitano le stesse aree e perché in Australia settentrionale sono tra le specie di squalo più diffuse e più ricercate dai pescatori.

## Areale
C. tilstoni è attualmente stato avvistato soltanto sullo zoccolo continentale dell'Australia tropicale. Studi genetici e controlli su alcuni esemplari hanno identificato un gruppo isolato nella parte settentrionale dell'isola.

## Habitat
Vive dalle zone costiere sino a profondità massime di circa 150 metri. Si trova attraverso l'intera colonna d'acqua, ma principalmente al centro di essa ed in superficie. A volte questi squali si riuniscono in gruppi piuttosto numerosi.

## Aspetto
La specie è di dimensioni medie, con un muso lungo ed una colorazione bronzeo grigiastra sul dorso. Il colore tende al grigio dopo la morte anche se il corpo è opportunamente conservato. La superficie ventrale è invece biancastra. Su ciascun fianco si estende una striatura chiara dalla pinna pelvica alla zona al di sotto della pinna dorsale. Ciascuna pinna (a parte in alcuni casi le pelviche e l'anale) ha la punta nera. La prima pinna dorsale è bene eretta ed a forma di falce, e nasce al di sopra del punto dove nascono le pettorali. La seconda dorsale è alta e nasce al di sopra o poco più indietro rispetto all'anale. Non vi è cresta interdorsale, e i denti sono sottili, eretti e serrati.
Le dimensioni massime sono incerte, per via della confusione con il C. limbatus, ma una buona stima è di 180 cm di lunghezza totale. Alla nascita la lunghezza è di 60 cm, ed i giovani iniziano ad essere pescati già quando raggiungono i 63. La crescita è relativamente rapida nel primo anno di vita: l'età vertebrale di un esemplare ha potuto testimoniare una crescita di 17 cm nel primo anno. Prima del quinto anno, la crescita diminuisce a circa 10 cm all'anno. La maturità sessuale è raggiunta presto: a tre o quattro anni d'età per entrambi i sessi e alla lunghezza di 110 e 115 cm per maschi e femmine rispettivamente.
La maturazione è veloce rispetto ad altri squali. La ricerca suggerisce che ciò possa essere dovuto alle imponenti dimensioni alla nascita.

## Biologia

### Dieta
La forma del corpo ed i denti suggeriscono che questo animale sia un attivo predatore della superficie e delle zone intermedie del mare. I pesci teleostei sono una componente molto importante della dieta, e vi sono indicazioni che lasciano supporre un cambiamento nella profondità di caccia con l'età. Gli unici cambiamenti stagionali riconoscibili sono in aprile, quando i cefalopodi vanno a sostituire i pesci succitati.
La dieta di questi squali viene studiata attentamente in quanto sono micidiali predatori che influenzano l'equilibrio della biomassa in modo intenso e contribuiscono significativamente alla morte di molti gamberetti.

### Riproduzione
La specie ha un ciclo riproduttivo stagionale piuttosto peculiare, con le femmine che partoriscono ogni anno. L'accoppiamento avviene in febbraio-marzo, l'ovulazione in marzo-aprile ed il parto tra la fine di novembre e l'inizio di febbraio, con un picco di parti in gennaio. La gravidanza dura 10 mesi e le dimensioni medie della cucciolata sono tre piccoli. Il metodo di riproduzione è la viviparità placentale, cioè la madre nutre l'embrione attraverso una connessione placentale e mette al mondo uno squaletto vivo.

## Interazioni con l'uomo
La specie era la preda principale di un'intera industria di pesca a tramaglio taiwanese che operava dal 1974 al 1986 a nord dell'Australia. Gli squali venivano catturati per la carne e, in misura inferiore, per le pinne. Fino al 1991, venivano catturati con la tecnica del palamito da altri pescatori di Taiwan, ed utilizzati alla stessa maniera. Dal 1974 al 1978, i Taiwanesi arrivavano addirittura sino a 22 km dalla costa australiana. Nel 1979 tuttavia, l'Australia rivendicò la propria zona economica esclusiva, ed i pescherecci stranieri furono esclusi dal Golfo di Carpentaria e da una fascia larga tra i 40 ed i 50 km al largo delle Isole Wessel e della Terra di Arnhem. La riduzione della lunghezza totale delle reti a 2500 metri rese la flotta taiwanese ineconomica, e nonostante il palamito con esca fosse permesso, prima del 1986 le operazioni straniere in tutta l'Australia settentrionale. Una piccola industria domestica si è poi sviluppata, ed è ancora operante. Il C. tilstoni è principalmente pescato per la carne, venduta col nome di flake e le pinne. La concentrazione di mercurio in suddetta carne è relativamente alta

## Conservazione
Delle 1025 specie di Chondrichthyes del mondo, circa 300 vivono in Australia e più del 50% di queste sono endemiche. Pescatori commerciali, indigeni, ricreazionali e sportivi li cacciano, e in ben 70 tipi di pesca commerciale, gli squali sono catturati involontariamente. Una delle sette specie pescate è proprio il C. tilstoni. Ricerche specifiche non sono ancora state condotte nel Queensland o nel Territorio del Nord (che sono gli unici stati che compongono l'areale della specie), perciò la sostenibilità della pesca al livello attuale di raccolta non è certa. La pesca di squali è un'attività molto delicata. La lenta crescita, i bassi tassi di riproduzione ed una relazione stretta tra dimensioni della popolazione e prelievi conducono ad un rapido declino già all'inizio dell'attività di pesca. Affinché la pesca sia sostenibile nel lungo periodo, occorre un'organizzazione efficace, e le ricerche di cui sopra andrebbero condotte in maniera opportuna.